# أسماني ملالا
أسماني ملالا (بالإنجليزية: He Named Me Malala)‏ هو فيلم وثائقي تم إنتاجه في الإمارات العربية المتحدة والولايات المتحدة وصدر في سنة 2015. الفيلم من إخراج ديفيس غوغنهايم من بطولة ملالا يوسف زي.

## القصة
تتحدث عن قصة الناشطة الباكستانية ملالا يوسف زي التي كانت أصغر شخصية حصلت على جائزة نوبل بعمر لا يتجاوز 17 ربيعًا. وكيف عاشت حياتها بمطاردة جماعة طالبان لها.

## الميزانية والإيرادات
حقق إيرادات تقدر بـ 2.7 مليون دولار.

## وصلات خارجية
- سماني ملالا على موقع IMDb (الإنجليزية)
- سماني ملالا على موقع ميتاكريتيك (الإنجليزية)
- سماني ملالا على موقع روتن توميتوز (الإنجليزية)
- سماني ملالا على موقع نتفليكس (الإنجليزية)
- سماني ملالا على موقع قاعدة بيانات الأفلام العربية
- سماني ملالا على موقع ألو سيني (الفرنسية)
- سماني ملالا على موقع Turner Classic Movies (الإنجليزية)
- سماني ملالا على موقع أول موفي (الإنجليزية)
- سماني ملالا على موقع بوكس أوفيس موجو (الإنجليزية)
- سماني ملالا على موقع فيلمافينيتي (الإسبانية)